# Relations entre l'Autriche et l'Union européenne
 (août 2025).
Améliorez-le ou discutez des points à vérifier. 
Les relations entre l'Autriche et l'Union européenne sont des relations verticales impliquant l'organisation supranationale et un de ses États membres.
L'Autriche a intégré l'UE en 1995, lors du quatrième élargissement de celle-ci, avec deux autres États (la Finlande et la Suède) également avancés économiquement et politiquement. Le pays est alors à la périphérie orientale de l'UE et sa propre frontière constitue une frontière extérieure de l'UE avec plusieurs pays d'Europe de l'Est.

## Historique
L'Autriche fait partie des pays européen ayant conservé un diplomatie neutraliste pendant la guerre froide et même après la fin de celle-ci ; avant son adhésion à l'Union européenne, elle faisait partie de l'AELE avec les pays fennoscandinaves et ses voisins (Suisse et Liechtenstein). En raison de son enclavement au centre de l'Europe et du développement de ses liens avec ses voisins, l'Autriche opportunité de participer à l'UE afin de pouvoir influer sur les décisions en Europe qui la concerne de plus en plus (en faisant partie de l'Espace économique européen constitué en 1994, elle était de facto soumise aux diverses réglementations de l'UE).

### Adhésion
Des négociations approfondies sont engagées et comme le pays remplit déjà la majorité des critères politiques et économiques requis, celles-ci sont courtes (les négociations sont entamées le 1er février 1993 et terminées en avril 1994). À l'issue d'un référendum appelant les citoyens à se positionner en faveur ou contre l'adhésion de leur pays à l'Union européenne, ceux-ci se prononcent en faveur à 66,6 %, soit le score le plus élevé parmi les trois pays qui ont participé au quatrième élargissement de l'Union européenne (les citoyens de Norvège se prononçant majoritairement contre).

### Engagements
Le pays intègre l'espace Schengen et adopte l'euro dès 1999, en même temps que ses principaux voisins européens : l'Allemagne et l'Italie ; et plus tard la Slovénie et la Slovaquie. Le pays est pleinement acteur au sein des instances européennes et est à l'initiative de plusieurs grands projets à l'échelle du continent et au-delà, notamment dans le cadre d'initiatives visant à protéger les civils dans les conflits armés, à renforcer les droits humains et les droits des minorités, à promouvoir le désarmement, le contrôle des armes et la non-prolifération des armes de destruction massive. L'Autriche a également joué un rôle important lors du cinquième élargissement en soutenant les candidatures de ses proches voisins et par la suite en profitant réciproquement de leur développement économique.

### Impacts
Vingt ans après l'adhésion, les études économiques prouvent que l'Autriche profite de son implication dans le marché intérieur ; environ 70 % du commerce extérieur de l'Autriche est réalisé avec les États membres de l'UE, le pays bénéficie de la mutualisation des réseaux (transports, énergie, communications, etc.) et son enclavement se réduit avec la possibilité, grâce à l'espace Schengen et à une devise commune, de faire transiter ses marchandises sans restrictions vers ses voisins et dans le monde entier via leurs ports de marchandises. Depuis 1995, les exportations ont triplé et 13 000 nouveaux emplois ont été créés chaque année ; pour le gouvernement autrichien, les retombées de l'adhésion sont positives et il juge également que ses citoyens « bénéficient des nombreux avantages et facilités qui constituent la monnaie commune et le droit s'installer dans n'importe quel État membre de l'UE ».

## Rapport entre le droit de l'Union européenne et le droit allemand

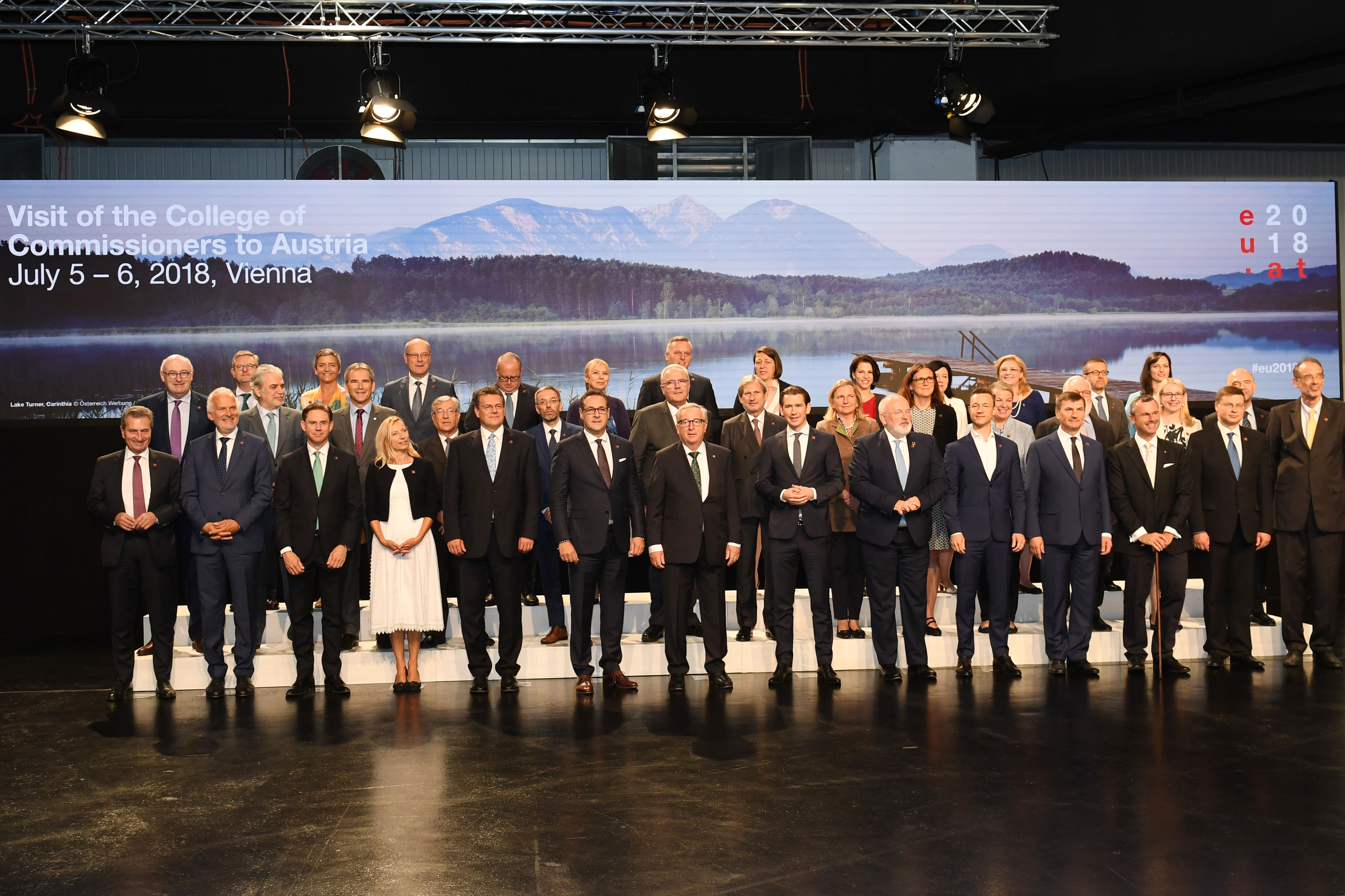
Rencontre du gouvernement autrichien avec un collège de membres de la Commission européenne à l'occasion du début de la présidence autrichienne.

### Référénces
1. 1 2 3  (en) « 20 years Austrian EU membership », sur Außenministerium der Republik Österreich (consulté le 8 avril 2018).